# Loferer Steinberge
Loferer Steinberge är en bergskedja i Österrike. Den ligger i den centrala delen av landet, 290 km väster om huvudstaden Wien.
Loferer Steinberge sträcker sig 10,8 km i nord-sydlig riktning. Den högsta toppen är Ochsenhorn, 2 513 meter över havet.
Topografiskt ingår följande toppar i Loferer Steinberge:
- Breithorn
- Geierkogel
- Hinterhorn
- Hochsäul
- Kirchl
- Ochsenhorn
- Rothorn
- Ulrichshorn

I omgivningarna runt Loferer Steinberge växer i huvudsak blandskog. Runt Loferer Steinberge är det ganska glesbefolkat, med 42 invånare per kvadratkilometer.